# Телефон (мультфильм)
«Телефон» — мультипликационный фильм, снятый по одноимённой стихотворной сказке Корнея Чуковского.

## Сюжет
Корней Чуковский читает созданную им же сказку «Телефон», а по телефону к нему обращаются нарисованные звери.

## Создатели
| режиссёр и художник         | Михаил Цехановский                                                                                  |
| композитор                  | Лев Шварц                                                                                           |
| операторы                   | Георгий Рейсгоф, Николай Соколов                                                                    |
| звукооператор               | Н. Бертран                                                                                          |
| директор фильма             | А. Яновская                                                                                         |
| ассистент режиссёра         | Александра Снежко-Блоцкая                                                                           |
| художники-постановщики      | Иван Вано, Вера Цехановская                                                                         |
| художники-мультипликаторы   | Геннадий Филиппов, Лидия Резцова, Борис Дёжкин, Фаина Епифанова, Роман Давыдов, Елизавета Казанцева |
| художники-фоновики          | Ирина Троянова, Ольга Геммерлинг, Вера Роджеро, Валентина Сутеева                                   |
| планировщик                 | Нина Орлова                                                                                         |
| художественный руководитель | Александр Птушко                                                                                    |

## В главной роли
- Корней Чуковский — автор и писатель

## Роли озвучивали
- Леонид Пирогов — Слон
- Георгий Вицин — Крокодил
- Юрий Хржановский — Морж
- Владимир Володин — Носорог

## История создания
В годы войны производство фильмов идёт очень медленно — сказывается отсутствие материалов и условий работы, кадровый голод, постоянный режим экономии средств и ресурсов. Наиболее значительные фильмы, законченные в военное время — «Ёлка» М. М. Цехановского и П. Н. Носова (1942), «Краденое солнце» И. П. Иванова-Вано (1944), «Сказка о царе Салтане» (1943) и «Синдбад-мореход» (1944) В. С. и З. С. Брумберг, «Телефон» М. М. Цехановского (1944).— Георгий Бородин